# Frederick Grant Gleason
Frederick Grant Gleason (Middletown, 17 de diciembre de 1848-Chicago, 6 de diciembre de 1903) fue un compositor estadounidense y director del Conservatorio de Chicago de 1900 a 1903.

## Biografía
El padre de Gleason era banquero. Como muchos otros caballeros acomodados, Gleason padre era un flautista aficionado. Consideraba la música un pasatiempo agradable pero no una ocupación seria. Quería que su hijo ingresara al ministerio, una buena tradición de Nueva Inglaterra. Pero el hijo insistió en convertirse en compositor y el padre cedió. Gleason pasó gran parte de sus primeros años de vida en la vecina ciudad de Hartford, como alumno de Dudley Buck, y en 1869 fue a Leipzig para estudiar con Ignaz Moscheles y Hans Richter. Después de seis años en Europa regresó a América y en 1877 fue a Chicago como miembro de la facultad de la Escuela de Música de Hershey, de la cual Clarence Eddy (también alumno de Buck) era el director general. Gleason también participó activamente como crítico musical. En 1897 se convirtió en presidente de una organización llamada «Liga Musical Patriótica Estadounidense». Fue director general del Conservatorio de Chicago de 1900 a 1903. Entre sus alumnos se encontraba la compositora Elsa Swartz. Según Philo A. Otis, Gleason «era un idealista, un soñador, aunque demasiado seguidor para ser un líder».
Las composiciones de Gleason incluyen: Festival Ode (letra de Harriet Monroe) cantada por 500 voces con orquesta en la inauguración del Auditorium Theatre de Chicago el 9 de diciembre de 1889; Procesión del Santo Grial escrita para la Exposición Universal de Chicago; un poema sinfónico, Edris, basado en una novela de Marie Corelli; el poema sinfónico Song of Life (según un poema de Swinburne); un concierto para piano; una cantata con orquesta, The Culprit Fay; y dos óperas: Otho Visconti y Moctezuma. El primero se produjo en Chicago en 1907. Dejó otras partituras manuscritas, con instrucciones de que no se interpretaran públicamente hasta cincuenta años después de su muerte.